# Achiltibuie
Achiltibuie är en by i Highland i Skottland. Byn är belägen 16 km 
från Ullapool. Orten har 270 invånare (2011).